# روابط ایران و طالبان
روابط ایران و طالبان سابقه طولانی دارد. در زمان حکومت طالبان در افغانستان، ایران اختلاف زیادی با حکومت آنها داشت. بعد از سقوط دولت طالبان، و فرار تعدادی از فرماندهان آن‌ها به ایران، این روابط تغییر شکل داد و جمهوری اسلامی ایران به اعضای فراری طالبان اسکان داد. در سال ۲۰۱۶ مقام‌های امنیتی افغانستان، ایران را متهم به همکاری تنگاتنگ با طالبان کرده و می‌گویند که جمهوری اسلامی ایران علاوه بر استمرار حمایت از این گروه بر دامنه کمک‌هایش نیز افزوده‌است. سفیر ایران در افغانستان وجود رابطه با طالبان را تأیید کرد و در عین حال وزارت امور خارجه ایران حضور رهبران طالبان در ایران را تکذیب کرد.

## تاریخچه
پس از حادثه یازدهم سپتامبر و حمله به برج‌های دوقلو در نیویورک و از همان نخستین روزهای سقوط طالبان، بخشی از فرماندهان و جنگجویان طالبان که امکان فرار به پاکستان را نداشتند، به ایران گریختند. پیش از این در تمام دوران حکومت طالبان جمهوری اسلامی ایران با این گروه در تضاد بود و انتظار می‌رفت تمام افراد طالبان که به ایران پناه برده بودند توسط ایران به دولت جدید افغانستان تحویل داده شوند. اما چنین امری واقع نشد. براساس گزارش‌های منتشر شده دولت جمهوری اسلامی ایران همان پایگاه نظامی‌ای را که زمانی در اختیار جنگجویان غرب افغانستان برای مبارزه با طالبان قرار داده بود را در اختیار طالبان قرار داد. رسانه‌های افغان بعضاً سلاح‌هایی که از طالبان به غنیمت گرفته شده و ساخت ایران بودند را در برابر دوربین‌ها به نمایش می‌گذاشتند.
در دوران حکومت طالبان، ایران از همپیمانی گروه‌های مخالف طالبان که با نام ائتلاف شمال شناخته می‌شد حمایت می‌کرد به نحوی که براساس گزارش‌های منتشر شده برخی از فرماندهان سپاه پاسداران انقلاب اسلامی در کنار افغان‌ها می‌جنگیدند. هراس دیگر تهران این بود که طالبان با جندالله متحد شود. پس از اشغال کنسولگری ایران در شمال افغانستان و قتل هشت دیپلمات ایرانی توسط طالبان، ایران تا آستانه جنگ با طالبان پیش رفت. به همین دلیل بود که جمهوری اسلامی ایران در سال ۲۰۰۱ به صورت ضمنی از اشغال افغانستان به دست ایالات متحده آمریکا و سرنگونی حکومت طالبان پشتیبانی کرد و حتی بعدها پیشنهاد داد که نیروهای امنیتی افغان را آموزش دهد.
در سال ۲۰۱۰ در جریان انتشار بخشی از سندهای سری ارتش آمریکا دربارهٔ جنگ افغانستان توسط ویکی‌لیکس به نقش تهران در «حمایت‌های پنهان مالی، تسلیحاتی، آموزشی و پناه دادن به شورشیان طالبان در خاک خودش»، به منظور «مبارزه علیه نیروهای ائتلاف در افغانستان» اشاره شده‌است.
در ژوئن ۲۰۱۵ روزنامه وال‌استریت جورنال به نقل از مقامات غربی و افغان، گزارش کرد که ایران از طالبان افغانستان پشتیبانی مالی و نظامی می‌کند.
در ۱۳ نوامبر ۲۰۱۶، آصف‌ننگ والی فراه به رسانه‌ها گفته‌است که خانوادهٔ شماری از فرماندهان طالبان غرب افغانستان در ایران زندگی می‌کنند. او هم‌چنان گفته‌است ایران، طالبان را برای انجام اعمال تخریبی در افغانستان، از نظر مالی و تجهیزات پشتیبانی می‌کند.
نیروهای بین‌المللی که در افغانستان مستقر هستند بارها حکومت جمهوری اسلامی را به عنوان یکی از کشورهای مهم همسایه جمهوری افغانستان، متهم کرده‌اند که از گروه‌های مسلح مخالف دولت افغانستان حمایت می‌کند. این اتهام اگر چه از طرف مقامات جمهوری اسلامی مردود اعلام شده اما نیروهای بین‌المللی بر این موضوع که ایران سلاح و آموزش برای طالبان تأمین می‌کند، همواره تأکید دارند.

## مراحل رابطه ایران و طالبان پس از حمله ائتلاف بین‌المللی
رابطه بین گروه تندروی طالبان و جمهوری اسلامی ایران پس از حمله ائتلاف بین‌المللی از چند مرحله عبور کرده‌است و ماهیت واقعی آن هنوز به‌طور کامل آشکار نشده‌است. اما انتشار یک خبر در ماه مه ۲۰۱۵ حاکی از دیدار هیئتی به نمایندگی از دفتر سیاسی طالبان افغانستان به ریاست «طیب آغا» رئیس این دفتر با مقامات جمهوری اسلامی بوده‌است. هدف سفر «طیب‌آغا» به ایران بحث بر سر چند مسئله شامل اوضاع منطقه و پرونده مهاجران افغان در ایران بود.
ملا اختر محمد منصور پس از مرگ ملا محمد عمر، به رهبری طالبان رسید. وی نیز از اعضای این هیئت بود که سه روز را در پایتخت ایران سپری کرد و با بعضی از مقامات مانند محمدجواد ظریف وزیر امور خارجه ایران و شماری از فرماندهان سپاه پاسداران ایران، دیدار و گفتگو کرد.
نمایند اصلی طالبان برای مذاکره با حکومت ایران «طیب‌آغا» است. او که زمانی مترجم رده پایین وزارت خارجه افغانستان بود، پس از تبدیل شدن به فرد مورد اعتماد ملا عمر، رهبر طالبان، پله‌های ترقی را به سرعت طی کرد و مسئول دفتر سیاسی طالبان در قطر شد.
او پیش از این هم در سال ۲۰۱۴، به همراه هیئتی از طالبان، معاون وزارت اقتصاد دوران حکومت طالبان و چند تن دیگر سفری محرمانه به ایران داشت. همچین در سال ۲۰۱۲، هیئتی از طالبان در کنفرانس بیداری اسلامی در تهران، حضور یافته بود.

### کشته شدن رهبر طالبان در بازگشت از ایران
وزارت امور خارجه ایران حضور رهبر پیشین طالبان ملا اخترمحمد منصور در ایران را تکذیب کرد، این در حالی است که برخی سایت‌های داخل ایران نوشتند که ملا منصور یک هفته قبل از کشته شدنش توسط پهپادهای آمریکایی، به مدت دو ماه در ایران اقامت داشته‌است. رهبر سابق طالبان در طی حضور خود در ایران مذاکرات متنوعی با نهادها و دستگاه‌های مختلف انجام داده بود. در دیدارهای ملا منصور با مقامات ایرانی، قاچاق مواد مخدر یکی از موضوعات مورد توافق با تهران بود. بر اساس نظر ایران، ملامحمد اختر منصور یک چهره ضدآمریکایی شناخته شده و معتقد هستند که وی هیچگاه اجازه مذاکره طالبان با آمریکا، متحدان آمریکا و ناتو در افغانستان را نداده‌است.
در ۲۸ اوت ۲۰۱۶، ریاست عمومی امنیت ملی افغانستان از قول ذبیح‌الله مجاهد سخنگوی طالبان اعلام کرد که ملا اخترمحمد منصور در داخل ایران بوده و هنگام خروج از کشور کشته شده‌است. همچنین یک مقام ارشد ریاست عمومی امنیت ملی گفت که ملا منصور چندین سفر غیررسمی به ایران داشته‌است. ژنرال دولت وزیری، سخنگوی وزارت دفاع افغانستان، نیز رابطه جمهوری اسلامی با طالبان را تأیید کرد.
خبر کشته‌شدن ملا اخترمحمد منصور در ۲۱ مه ۲۰۱۶ توسط مقام‌های آمریکایی منتشر و یک روز بعد از سوی اداره امنیت ملی افغانستان تأیید شد. وزارت دفاع آمریکا (پنتاگون) اعلام کرد که ملا منصور در منطقه مرزی میان پاکستان و افغانستان هدف حمله یک هواپیمای بدون سرنشین قرار گرفت. به گفته پنتاگون، بارک اوباما، رئیس‌جمهور ایالات متحده آمریکا، شخصاً دستور حمله هوایی به رهبر طالبان را صادر کرده بود. وزارت امور خارجه پاکستان گفت در موتور منهدم شده رهبر طالبان یک گذرنامه جعلی با عکس او پیدا شده که وجود ویزای ایران در آن را نشان می‌دهد ملا منصور در حال بازگشت از ایران بوده‌است. پس از کشته شدن ملا منصور، ملا هیبت‌الله به عنوان رهبر جدید این گروه برگزیده شد.

### هدف ایران از رابطه با طالبان
براساس گزارش‌های منتشر شده هدف اصلی ایران، در تجهیز طالبان راهی برای کاستن از نفوذ آمریکا است. ایران با پیمان امنیتی امضا شده میان افغانستان و ایالات متحده آمریکا به شدت مخالف است. بر اساس این پیمان، ایالات متحده اجازه دارد تعداد محدودی پایگاه و نیروی نظامی در افغانستان داشته باشد. برخی از این پایگاه‌ها در نزدیکی مرزهای ایران خواهند بود.
پس از حمله آمریکا به افغانستان و متعاقب آن حمله آمریکا به عراق و تصرف آن، نگرانی شدیدی را برای حاکمان ایران به‌دنبال داشت؛ لذا ایران برای ایجاد مانع در مقابل نیروهای آمریکایی در افغانستان از طالبان استفاده کرد همان‌طوری که در عراق نیز از شبه نظامیان وابسته به نیروی قدس استفاده کرد.

## موضع مقامات افغان به روابط ایران-طالبان
در رابطه با مذاکرات ایران با طالبان، بسیاری از شهروندان افغانستانی آن را به عنوان اقدام تهران برای تضعیف تلاش‌های آشتی‌جویانه بین دولت افغانستان و طالبان نگاه می‌کنند. به‌خصوص این‌که طالبان از ماه آوریل تا پایان ژوئیه سال ۲۰۱۳ دو بار نمایندگان خود را برای گفتگو با مقامات ایران به این کشور اعزام داشته‌است که به نظر تلاشی برای تقویت موضع طالبان در مقابل دولت افغانستان است.
به گفته مشاور سیاسی ولایت کنر، هدف جمهوری اسلامی ایران از این تلاش‌ها کاملاً روشن است و از طالبان برای بی‌ثباتی اوضاع در افغانستان حمایت می‌کند.
یک عضو سابق در شورای ملی افغانستان به نام «وردک» که یک فعال مدنی نیز هست، می‌گوید رفتار ایران در رابطه با افغانستان غیرقابل پیش‌بینی است. او می‌گوید اگر ایران می‌خواهد نقش کلیدی در گفتگوی آشتی ملی بازی کند باید با دولت افغانستان وارد گفتگو بشود. وی گفت مذاکره جمهوری اسلامی با طالبان نشان می‌دهد که این کشور به دنبال ایجاد مشکل در روند آشتی ملی در افغانستان می‌باشد. کارشناسان سیاسی سفر هیئت طالبان به ایران را به دید یک هشدار به کابل می‌نگرند زیرا مذاکرات جمهوری اسلامی و طالبان زمانی آغاز شد که افغانستان برای آغاز روند آشتی تلاش می‌کرد.
حیات‌الله حیات، والی هلمند در فوریه ۲۰۱۷ در گفتگویی با رادیو آزادی، گفت که ایران با شبه‌نظامیان طالبان تماس برقرار کرده و طالبان نیز «موشک‌های ساخت ایران» را به سوی نیروهای امنیتی پرتاب کرده‌است. او در این باره گفت «از جمله ده‌ها موشکی که بر مقر ولایت هلمند پرتاب شده‌اند شماری از آن‌ها منفجر ناشده مانده و به وضوح نشان ساخت ایران روی آن‌ها دیده می‌شود».
به گزارش روزنامه واشینگتن پست در آوریل ۲۰۱۷ قانون‌گذاران افغان بر سر احتمال هماهنگی بین ایران و روسیه برای رساندن سلاح به شورشیان طالبان در ولایت‌های پرآشوب در جنوب و غرب، دست به تحقیق زده‌اند. گل‌محمد اعظمی، یک نماینده مجلس افغانستان از ولایت فراه که با ایران هم‌مرز است می‌گوید که وی در رابطه با گزارش‌هایی که نشانگر انتقال تسلیحات از ایران به ولایت فراه است، بریف شده‌است. مقامات در کابل، هلمند، اُرزِگان و هرات نیز این اتهامات را مطرح کردند. حیات گفت که شکی وجود ندارد که این دو کشور در حال کمک به طالبان هستند.
در ۲۷ دسامبر ۲۰۱۶، مقام‌های ولایت فراه، از فعالیت سپاه پاسداران ایران در صفوف مخالفان مسلح دولت افغانستان در این ولایت خبر دادند. جمیله امینی رئیس شورای ولایتی فراه گفت که سربازان سپاه پاسداران ایران در صفوف گروه طالبان در این ولایت فعالیت دارند. وی گفت که ۲۵ نفر از طالبان که اخیراً در این ولایت کشته شده‌اند، عضو سپاه پاسداران ایران بودند. در همین رابطه در ۲۸ دسامبر ناصر مهری، سخنگوی والی فراه، به بی‌بی‌سی گفت که اجساد شماری از کشته‌شدگان طالبان در درگیری‌های این منطقه، به ایران منتقل شده‌است. وی افزود که «نیروهای استخباراتی افغانستان همچنین به اطلاعاتی دست یافته‌اند که برای این افراد در خاک ایران، مراسم عزاداری نیز برپا شده‌است.» به گفته وی این رویداد، نشان‌دهنده حمایت ایران از طالبان است.

## موضع ایران

### تأیید تماس با طالبان توسط سفیر ایران
بدنبال اظهار نظر مقام‌های امنیتی افغانستان مبنی بر اینکه حکومت ایران ضمن حمایت نظامی از گروه طالبان همکاری تنگاتنگ با این گروه دارد، محمد رضا بهرامی سفیر ایران در افغانستان در دسامبر ۲۰۱۶ وجود تماس‌هایی میان تهران و گروه طالبان را تأیید کرد و هدف از این تماس‌ها را «کنترل و اشراف اطلاعاتی» خواند. در این اظهارات که در گفتگو با تلویزیون آریانا افغانستان بیان شده وی گفت: «ما با طالبان تماس داریم اما رابطه نداریم. تماس ما با طالبان با هدف کنترل و اشراف اطلاعاتی است».

### تکذیب وزارت امورخارجه
در اکتبر ۲۰۱۶ بهرام قاسمی سخنگوی وزارت امور خارجه ایران در واکنش به گزارش برخی رسانه‌های افغانستان، حضور تعدادی از رهبران طالبان در ایران را تکذیب کرد.

## موضع طالبان
- رسانه‌های افغانستان در ژوئیه ۲۰۱۶ به نقل ذبیح‌الله مجاهد سخنگوی رسمی گروه طالبان، این خبر را بازتاب دادند که وی گفته‌است «گرچه طالبان نماینده‌ای در ایران ندارد، اما در حال تنظیم روابط جدید خود با تهران است.» سخنگوی طالبان در اواخر اکتبر نیز به روزنامه الشرق الاوسط گفت که این گروه با ایران «روابط و شبکه‌های جدید» برقرار کرده‌است. البته سخنان وی از سوی سخنگوی وزارت خارجه ایران بلافاصله تکذیب شد.[۳]
- بعد از کشته‌شدن قاسم سلیمانی، طالبان با صدور بیانیه‌ای، نوشت: با تأسف فراوان اطلاع یافته‌ایم که قاسم سلیمانی در حمله نیروهای وحشی آمریکایی به قتل رسیده‌است.[۲۲]

## موضع مقامات آمریکا
طبق گزارش منتشر شده در نشریه واشینگتن پست در آوریل ۲۰۱۷ مقامات آمریکایی و افغان گفتند که ایران و روسیه به چالش کشیدن قدرت آمریکا در افغانستان را افزایش و روابط با طالبان را گسترش داده‌اند. ژنرال ارتش آمریکا جان نیکلسون جوان، فرمانده ارشد نیروهای آمریکایی در افغانستان، در شهادت در مقابل مجلس سنای ایالات متحده آمریکا در ماه فوریه ۲۰۱۷ گفت که روسیه «شروع کرده به اینکه علناً طالبان را مشروع کند» و اقدامات اخیر روسیه و ایران در افغانستان «به قصد تضعیف آمریکا و ناتو صورت می‌گیرد». نیکلسون گفت که ایران و روسیه «در مورد تلاش‌ها برای حمایت از شورش طالبان با هم ارتباط برقرار می‌کنند… ما می‌دانیم که دیالوگ وجود دارد. ما می‌دانیم که بین ایران و روسیه یک رابطه در افغانستان وجود دارد» و ایران که یک مرز پرشکاف طولانی با افغانستان دارد «به‌طور مستقیم در حال حمایت از طالبان» در بخش غربی کشور است.

### وزارت خزانه‌داری ایالات متحده آمریکا
وزارت خزانه‌داری ایالات متحده آمریکا روز سه‌شنبه ۲۳ اکتبر ۲۰۱۸ (اول آبان ۱۳۹۷) دو عضو نیروی قدس سپاه پاسداران ایران را در لیست تحریم‌های تروریستی خود قرار داد. این دو نفر محمدابراهیم اوحدی و اسماعیل رضوی نام دارند و گفته شده‌است که از طرف نیروی قدس سپاه پاسداران امکانات مالی و تکنولوژیک در اختیار نیروهای طالبان قرار می‌دادند. محمد ابراهیم اوحدی، یک افسر نیروی قدس سپاه پاسداران است که در سال ۲۰۱۷ (۱۳۹۶) طی دیداری در شهر بیرجند با عبدالله صمد فاروقی، معاون حاکم در سایه ولایت هرات و چهره شاخص طالبان، به توافق رسیدند که نیروهای طالبان حملاتی را علیه حکومت افغانستان در ولایت هرات انجام دهند و پشتیبانی مالی و پول آنرا نیروی قدس تأمین کند. در بیانیه وزارت خزانه‌داری ایالات متحده آمریکا گفته شده‌است که ایالات متحده آمریکا با همکاری شش کشور عربستان سعودی، بحرین، کویت، عمان، قطر و امارات متحده عربی این تحریم‌ها را علیه ۶ چهره کلیدی طالبان و دو نفر نیروی قدس وضع کرده‌است.

## رابطه ایران و افغانستان
روابط ایران و افغانستان شامل موارد زیر می‌شود: ۳ میلیارد دلار تجارت سالانه، ساخت و تأمین مالی مراکز مذهبی شیعه در افغانستان، حمایت از رسانه‌های افغان و ساختن جاده‌هایی که هرات افغانستان را به مرز ایران وصل می‌کنند. در سال ۲۰۰۶، افغانستان بزرگ‌ترین مسجد شیعیان این کشور را با حمایت مالی ایران افتتاح کرد. همچنین در سال ۲۰۱۳، ایران و افغانستان توافق همکاری‌های استراتژیک امضا کردند. هدف ایران از این توافق کاستن از نفوذ آمریکا در افغانستان بود. این پیمان شامل توافقات امنیتی و اقتصادی مهمی مانند افزایش همکاری‌های دوجانبه در زمینه ترانزیت، سرمایه‌گذاری، اقتصاد، تبادلات علمی، رونق گردشگری، مبارزه با تروریسم و قاچاق مواد مخدر، اشتراک اطلاعات امنیتی و انجام تمرینات نظامی مشترک بود. این توافق همچنین خواستار مذاکره سه جانبه با طالبان، بدون مشارکت پاکستان، حامی همیشگی طالبان، شده بود.

## موضع ایران در مورد مذاکرات طالبان با کابل
تا سال ۲۰۱۰، جمهوری اسلامی به‌طور صریح مخالفت خود را با مذاکره بین دولت افغانستان و طالبان بیان می‌کرد. در سال ۲۰۱۱، ایران به‌طور غیرقابل پیش‌بینی سیاست سابق خود را کنار گذاشت و از گفتگوهای صلح حمایت کرد. تهران حتی پیشنهاد کرد میزبانی این گفتگوها را بر عهده بگیرد. علت این تغییر سیاست انتصاب برهان‌الدین ربانی، از شخصیت‌های متنفذ ائتلاف شمال به ریاست شورای عالی صلح افغانستان بود که رئیس‌جمهور سابق حامد کرزی او را به این سمت گمارد. این شورا مسئول مذاکرات با طالبان بود. ربانی اندکی بعد از این انتصاب در هنگام بازگشت از ایران توسط طالبان کشته شد.
از طرف دیگر، ایران با هر گونه مذاکره مستقیم میان طالبان و ایالات متحده آمریکا مخالف است. در سال ۲۰۱۳، بعد از آنکه طالبان دفتر سیاسی خود را در قطر باز کرد، وزارت امور خارجه جمهوری اسلامی بیانیه‌ای صادر کرد و گفت که «مذاکرات تحمیلی … با محوریت بیگانگان و بدون لحاظ منافع و مصالح ملی افغانستان و خواست و حضور نمایندگان مردم این کشور راه به جایی نخواهد برد.»